# 里奥贝尔德 (厄瓜多尔)
里奥贝尔德（西班牙語：Rioverde）是厄瓜多尔的一座城镇，位于里奧韋爾德縣。